# Liet-Lávlut
Liet Lavlut 'sjunga en sång' (liet, frisiska för "sång" och lávlut, samiska för "att sjunga") är minoritetsspråkens melodifestival. Den arrangerades för första gången 2002 i Friesland under namnet Liet Ynternasjonaal. I arrangemangen åren 2002-2004 ingick bara så kallade statslösa språk i sångtävlingen, det vill säga minoritetsspråk som inte var nationsspråk i något land. Bland dessa språk finns samiska, frisiska och kymriska. När The Swedish Bureau for Lesser Used Languages, SWEBLUL, tog över 2006 expanderades konceptet till att inkludera samtliga erkända minoritetsspråk i Europa. Alla musikstilar och nationaliteter är tillåtna, men kravet är att artisterna sjunger på ett regionalt språk eller ett minoritetsspråk.

## Tävlingens vinnare genom åren
| År   | Plats                 | Juryns pris         | Artist                          | Språk       | Publikens pris           | Artist                   | Språk               |
| ---- | --------------------- | ------------------- | ------------------------------- | ----------- | ------------------------ | ------------------------ | ------------------- |
| 2002 | Ljouwert, Friesland   | En pere gallerí     | Pomada                          | Katalanska  | En pere gallerí          | Pomada                   | Katalanska          |
| 2003 | Ljouwert, Friesland   | Mijajaa             | Transjoik                       | Samiska     | Vodya                    | Gwenno                   | Korniska            |
| 2004 | Ljouwert, Friesland   | Rabas mielain       | Niko Valkeapää                  | Samiska     | Rabas mielain            | Niko Valkeapää           | Samiska             |
| 2006 | Östersund, Sapmi      | Ludiin Muitalan     | Johan Kitti och Ellen Sara Bæhr | Samiska     | Soleu Roge               | Liza Pannetier           | Occitanska          |
| 2008 | Luleå, Sapmi          | Hosanna in excelsis | Jacques Culioli                 | Korsikanska | Hosanna in excelsis      | Jacques Culioli          | Korsikanska         |
| 2009 | Ljouwert, Friesland   | Ii iđit vel         | SomBy                           | Samiska     | Apu Biu                  | Dr.Drer & Cre Posse      | Sardiska            |
| 2010 | Lorient, Bretagne     | Rumdardrongurinl    | ORKA                            | Färöiska    | Fieste                   | R.Esistance in Dub       | Friuliska           |
| 2011 | Udine, Friuli         | Ien klap            | Janna Eijer                     | Frisiska    | Gusla mi se je znicila   | The Coffeeshock Company  | Burgenlandkroatiska |
| 2012 | Gijón/Xixón, Asturien | Ar Goulou Bev       | Lleuwen                         | Bretonska   | Si nun conoces Val.louta | Asturiana Mining Company | Asturiska           |

## Tävlingen 2002
- Plats: Ljouwert, Friesland.
- Vinnare: Pomada - En pere gallerí, katalanska. Både juryns och publikens pris.

## Tävlingen 2003
- Plats: Ljouwert, Friesland.
- Vinnare:
  - Juryns pris: Transjoik - Mijajaa, samiska.
  - Publikens pris: Gwenno - Vodya, korniska.

## Tävlingen 2004
- Plats: Ljouwert, Friesland.
- Vinnare: Niko Valkeapää - Rabas mielain, samiska. Både juryns och publikens pris.

## Tävlingen 2006
14 oktober 2006 hölls tävlingen i Östersund och direktsändes i radio och på Internet. Programmet leddes av Mariela Idivuoma och Sofia Jannok. Vinnare blev samerna Johan Kitti och Ellen Sara Bæhr. Arrangör var SWEBLUL. Det här året fick tävlingsnamnet tillägget Lávlut.
Programmet sändes i SVT2 25 december 2006 som Veckans konsert. Regionala TV-kanaler för minoritetsspråk, till exempel TV Baskien, TV Frisland, TV Trentino och BBC TV Scotland har haft inslag från Liet-Lávlut.

### Tävlingsbidragen 2006 i spelordning
| Land                    | Artist                              | Titel                     | Språk       | Placering      |
| ----------------------- | ----------------------------------- | ------------------------- | ----------- | -------------- |
| Friulis flagga          | Arbe Garbe                          | Oh moj sin                | Friuliska   |                |
| Skottland               | Anna Murray och Ian Findlay Macleod | An-raoir Bha mi Coiseachd | Gaeliska    |                |
| Isle of Mans flagga     | Moot                                | Gyn Fockleyn              | Manniska    |                |
| Voternas flagga         | Raud-Ants                           | Kui miä kazvolin kanainõ  | Votiska     |                |
| Baskernas flagga        | Gari                                | Hil ez denak              | Baskiska    |                |
| Occitaniens flagga      | Liza Pannetier                      | Soleu Roge                | Occitanska  | publikens pris |
| Frieslands flagga       | Van Wieren                          | Nim dyn tiid              | Frisiska    |                |
| Tornedalingarnas flagga | Jord                                | Oonhän meilä vielä kieli  | Meänkieli   | 5              |
| Galiciens flagga        | Narf                                | Santiago                  | Galiciska   |                |
| Samernas flagga         | Johan Kitti och Ellen Sara Bæhr     | Ludiin Muitalan           | Nordsamiska | 1              |
| Romernas flagga         | Familjen Karavan                    | Shej baxtali              | Romani      | 2              |

## Tävlingen 2008
Det femte Liet-Lávlut anordnades i Kulturens hus i Luleå den 18 oktober 2008. Tävlingen ingick som del i en fyra dagar lång kulturfestival. SWEBLUL var huvudarrangör. Presentatörer var Mariela Idivuoma och Rolf Digervall. Juryns pris sponsrades av Europarådet och publikens pris av Sametinget. Två bidrag, Surunmaa och Mordens, kvalificerade sig till Liet-Lávlut från den regionala sångtävlingen Laulun Laulut som hölls i Pajala 2007. Det bretonska och det kymriska bidraget kvalificerades från den keltiska/skotska deltävlingen Nòs Ùr i Inverness sommaren 2008. Det samiska bidraget vann Sámi Grand Prix 2008. Korsikanska Hosanna in excelsis vann både juryns pris och publikens pris. Tävlingen direktsändes i Sveriges radio och på Internet.

### Tävlingsbidragen 2008 i spelordning
| Land                    | Artist                        | Titel                   | Språk            | Placering         |
| ----------------------- | ----------------------------- | ----------------------- | ---------------- | ----------------- |
| Galiciens flagga        | Boy Elliott & Plastic Bags    | Planeta 19              | Galiciska        |                   |
| Tornedalingarnas flagga | Surunmaa                      | Tulethaan takasi        | Meänkieli        |                   |
| Bretagnes flagga        | Gwennyn                       | Bugale Belfast          | Bretonska        |                   |
| Korsikas flagga         | Jacques Culioli               | Hosanna in excelsis     | Korsikanska      | 1, publikens pris |
|                         | Spasulati                     | Botë e shurë            | Arberesjiska     |                   |
| Samernas flagga         | Elin Kåven                    | Áibbas jaska            | Samiska          | 2                 |
| Frieslands flagga       | Jelte Posthumus & Pilatus Pas | De wiete wyn hellet oan | Frisiska         |                   |
| Friulis flagga          | Carnicats                     | Oz dream                | Friuliska        |                   |
| Wales flagga            | Yr Annioddefol                | Drysu                   | Kymriska         |                   |
| Asturiens flagga        | Dixebra                       | Indios                  | Asturiska        | 2                 |
| Mordviniens flagga      | Mordens                       | Good Will Blessing      | Erzya och moksja |                   |

## Tävlingen 2009
Det sjätte Liet International anordnades den 31 oktober 2009 i Ljouwert, huvudstaden i Friesland.

### Tävlingsbidragen 2009
| Land                        | Artist                | Titel                | Språk        | Placering      |
| --------------------------- | --------------------- | -------------------- | ------------ | -------------- |
| Samernas flagga             | SomBy                 | Ii iđit vel          | Nordsamiska  | 1              |
| Sardiniens flagga           | Dr. Drer & Cre Posse  | Apu biu              | Sardiska     | publikens pris |
| Asturiens flagga            | Alfredo Gonzalez      | La nada y tu         | Asturiska    |                |
| Frieslands flagga           | It Langstme En De Dea | Wikel                | Frisiska     | 5              |
| Irlands flagga              | Fiach                 | Sea Táim             | Iriska       |                |
| Skottlands flagga           | Sunrise non Secular   | Lasair an Oichdhe    | Gaeliska     |                |
| Occitaniens flagga          | Zine                  | Lo prince charmant   | Occitanska   |                |
| Lettg.                      | Sovvalniks            | Pats sevī dzeivs     | Lettgalliska |                |
| Bremens flagga              | De fofftig Penns      | Platt!               | Lågtyska     |                |
| Karelska republikens flagga | Sattuma               | Marjanini – Darjaini | Karelska     |                |
| Friulis flagga              | Lino Straulino        | Doman                | Friuliska    |                |

## Tävlingen 2010
Det sjunde Liet International anordnades den 27 november 2010 i Lorient i Bretagne.

### Tävlingsbidragen 2010 i spelordning
| Land              | Artist             | Titel           | Språk       | Placering         |
| ----------------- | ------------------ | --------------- | ----------- | ----------------- |
| Färöarnas flagga  | ORKA               | Rumdardrongurin | Färöiska    | 1                 |
| Galiciens flagga  | Mafia Gallega      | Billarda Sempre | Galiciska   | 10                |
| Korsikas flagga   | Stéphane Casalta   |                 | Korsikanska | 7                 |
| Vepsernas flagga  | Jousnen Järved     | Verrez Tullei   | Vepsiska    | 8                 |
| Skottlands flagga | Rachel Walker      | Fada Bhuam      | Gaeliska    | 5                 |
| Asturiens flagga  | Xera               | Tierra          | Asturiska   | 2                 |
| Samernas flagga   | Pia-Maria Holmgren | Geaidnu         | Samiska     | 9                 |
| Frieslands flagga | Equal Souls        | Do swalkest     | Frisiska    | 3                 |
| Bretagnes flagga  | Dom Duff           | Kan an awen     | Bretonska   | 11                |
| Friulis flagga    | R.Esistance in Dub | Fieste          | Friuliska   | 4, publikens pris |
| Irlands flagga    | The Temporary      | Cupan Toast     | Iriska      | 6                 |

## Tävlingen 2011
2011 års Liet International hölls den 19 november i Udine, Friuli i Italien. Fyra språk gjorde debut i tävlingen: Udmurtiska, burgenlandkroatiska, ladinska och rätoromanska.

### Tävlingsbidragen 2011
| Land               | Artist                  | Titel                  | Språk               | Placering      |
| ------------------ | ----------------------- | ---------------------- | ------------------- | -------------- |
| Asturiens flagga   | Skama la Rede           | Condenau               | Asturiska           |                |
| Vepsernas flagga   | Noid                    | Kättepajo              | Vepsiska            |                |
| Samernas flagga    | Rolffa                  | Gulatgo mu?            | Samiska             |                |
| Skottlands flagga  | Macanta                 |                        | Gaeliska            |                |
| Udmurtiens flagga  | Silent Woo Gore         | Emeze                  | Udmurtiska          |                |
| Baskiens flagga    | Siroka                  | Hi Vascofona           | Baskiska            |                |
| Irlands flagga     | Aoife Scott             | Donal Ná Fág           | Iriska              |                |
| Frieslands flagga  | Janna Eijer             | Ien klap               | Frisiska            | 1              |
| Friulis flagga     | Priska                  |                        | Friuliska           |                |
| Burgenlands flagga | The Coffeeshock Company | Gusla mi se je znicila | Burgenlandkroatiska | publikens pris |
| Ladiniens flagga   | Cuntra Löm              | La moncignosa          | Ladinska            |                |
| Graubündens vapen  | Rezia Ladina            | Id ès capità           | Rätoromanska        |                |

## Tävlingen 2012
2012 års Liet International hölls 1 december i Gijón/Xixón i Asturien.

### Tävlingsbidragen 2012 i resultatordning[2]
| Land                 | Artist                                   | Titel                    | Språk                 | Placering         |
| -------------------- | ---------------------------------------- | ------------------------ | --------------------- | ----------------- |
| Bretagnes flagga     | Lleuwen                                  | Ar Goulou Bev            | Bretonska             | 1                 |
| Korsikas flagga      | Dopu Cena                                | Trasmetta                | Korsikanska           | 2                 |
| Ostfrieslands flagga | The Voodoolectric                        | Slickermuul              | Lågtyska              | 3                 |
| Asturiens flagga     | Asturiana Mining Company                 | Si nun conoces Val.louta | Asturiska             | 4, publikens pris |
| Algheros flagga      | Claudia Crabuzza & Claudio Gabriel Sanna | Ara                      | Katalanska (algheres) | 5                 |
| Skottlands flagga    | Brian Ó hEadhra                          | Fathainn                 | Gaeliska              | 5                 |
| Frieslands flagga    | Yldau                                    | Fjoer                    | Frisiska              | 7                 |
| Baskiens flagga      | Enkore                                   | Muxurik muxu             | Baskiska              | 8                 |
| Udmurtiens flagga    | Ivan Belosludtsev & 4CP                  | Tau Tynyd                | Udmurtiska            | 9                 |
| Samernas flagga      | Inger Karoline Gaup                      | Oainnát go?              | Samiska               | 9                 |
| Friulis flagga       | Jonokognos                               | Mai Mai                  | Friuliska             | 11                |

## Tävlingen 2014
År 2014 hölls tävlingen i Oldenburg i Tyskland.